# Larbi Ben M'hidi
Larbi Ben M'hidi (in arabo العربي بن مهيدي‎?; Aïn M'lila, 1923 – Algeri, 4 marzo 1957) è stato un rivoluzionario algerino, fu uno dei sei fondatori del Fronte di Liberazione Nazionale e uno dei principali comandanti nella guerra d'Algeria.
Venne catturato dai paracadutisti francesi nel febbraio 1957 nell'ambito della battaglia di Algeri, venne assassinato il mese seguente.
Il 1 novembre 2024, Emmanuel Macron ha riconosciuto la responsabilità della Francia nel suo assassinio nel 1957.